# Rouboundji
Rouboundji (auch: Roubenji, Rouboumji, Rouboundyi, Roumboudji, Rubunji) ist ein Dorf in der Landgemeinde Bandé in Niger.

## Geographie
Das von einem traditionellen Ortsvorsteher (chef traditionnel) geleitete Dorf liegt rund 17 Kilometer östlich des Hauptorts Bandé der gleichnamigen Landgemeinde, die zum Departement Magaria in der Region Zinder gehört. Zu weiteren Siedlungen in der Umgebung von Rouboundji zählen Babban Rouwa im Nordwesten, Bangaza im Nordosten und Kaki Tamma im Süden.
Es herrscht das Klima der Sahelzone vor, mit einer durchschnittlichen jährlichen Niederschlagsmenge zwischen 300 und 400 mm.

## Bevölkerung
Bei der Volkszählung 2012 hatte Rouboundji 893 Einwohner, die in 141 Haushalten lebten. Bei der Volkszählung 2001 betrug die Einwohnerzahl 493 in 90 Haushalten und bei der Volkszählung 1988 belief sich die Einwohnerzahl auf 397 in 74 Haushalten.
Die Bevölkerungsdichte in diesem Gebiet ist mit über 100 Einwohnern je Quadratkilometer hoch.

## Wirtschaft und Infrastruktur
Das Gebiet der Ebenen im Süden der Region Zinder, in dem Rouboundji liegt, ist von einer anhaltenden Degradation der ackerbaulichen Flächen gekennzeichnet, die mit der hohen Bevölkerungsdichte in Zusammenhang steht. Im Dorf wird ein Wochenmarkt abgehalten. Der Markttag ist Sonntag. Eine Getreidebank wurde in den 1980er Jahren etabliert. Es gibt eine Schule.